# Polystictus
Polystictus   es un género de aves paseriformes perteneciente a la familia Tyrannidae que agrupa a dos especies originarias de América del Sur donde se distribuyen de forma disjunta desde el noreste de Colombia y las Guayanas hasta el centro de Argentina y Uruguay. Son conocidos popularmente como tachuríes.

## Etimología
El nombre genérico masculino «Polystictus» se compone de las palabras del griego «πολυς polus» que significa ‘muchos’, y « στικτος stiktos» que significa ‘moteado’, ‘punteado’.

## Características
Las dos aves de este género son pequeños tiránidos, midiendo entre 9,5 y 10,5 cm de longitud, bastante diferentes entre sí y ambos bien distintivos. Son encontrados localmente en áreas abiertas con pastizales y escasos arbustos.

## Lista de especies
Según las clasificaciones del Congreso Ornitológico Internacional (IOC) y Clements Checklist/eBird, el género agrupa a las siguientes especies con el respectivo nombre popular de acuerdo con la Sociedad Española de Ornitología (SEO):
| Imagen | Nombre científico         | Autor                | Nombre común    | Estado de conservación | Distribución |
| ------ | ------------------------- | -------------------- | --------------- | ---------------------- | ------------ |
|        | Polystictus pectoralis    | (Vieillot, 1817)     | tachurí barbado | NT                     |              |
|        | Polystictus superciliaris | (Wied-Neuwied, 1831) | tachurí gris    | LC                     |              |

## Taxonomía
Este género fue tratado anteriormente, por algunos autores, como Habrura.
Los amplios estudios genético-moleculares realizados por Tello et al (2009) descubrieron una cantidad de relaciones novedosas dentro de la familia Tyrannidae que todavía no están reflejadas en la mayoría de las clasificaciones. Siguiendo estos estudios, Ohlson et al. (2013) propusieron dividir Tyrannidae en 5 familias. Según el ordenamiento propuesto, Polystictus permanece en Tyrannidae, en una subfamilia Elaeniinae Cabanis & Heine, 1859-60, en una tribu Elaeniini Cabanis & Heine, 1859-60, junto a Elaenia, Tyrannulus, Myiopagis, Suiriri, Capsiempis, parte de Phyllomyias, Phaeomyias, Nesotriccus, Pseudelaenia, Mecocerculus leucophrys, Anairetes, Culicivora, Pseudocolopteryx y Serpophaga.